# All Things Bright and Beautiful
All Things Bright and Beautiful – trzeci album studyjny amerykańskiego zespołu Owl City wydany 14 czerwca 2011 roku.

## Lista utworów
Edycja standardowa
- "The Real World" – 3:34
- "Deer in the Headlights" – 3:00
- "Angels" – 3:40
- "Dreams Don't Turn to Dust" – 3:44
- "Honey and the Bee" (featuring Breanne Düren) – 3:44
- "Kamikaze" – 3:27
- "January 28, 1986" (Prologue to Galaxies) – 0:37
- "Galaxies" – 4:03
- "Hospital Flowers" (featuring Joan Young) – 3:39
- "Alligator Sky" (featuring Shawn Chrystopher) – 3:05
- "The Yacht Club" (featuring Lights) – 4:32
- "Plant Life" (featuring Matthew Thiessen) –  4:10

Utwory bonusowe w iTunes
- "How I Became the Sea" – 4:25
- "Alligator Sky" – 3:15
- "Lonely Lullaby" – 4:28